# غريغور ديمتروف
غريغور ديمتروف (بالبلغارية: Григор Димитров)‏ (ولد في 16 مايو 1991، في هاسكوفو، بلغاريا). هو لاعب كرة مضرب محترف.